# Wang Hao (skoczkini do wody)
Wang Hao (chiń. 汪皓; pinyin Wāng Hào ur. 26 grudnia 1992) – chińska skoczkini do wody. Złota medalistka olimpijska z Londynu.
Zawody w 2012 były jej pierwszymi igrzyskami olimpijskimi. Po złoto sięgnęła w skokach synchronicznych z dziesięciometrowej wieży. Partnerowała jej Chen Ruolin z którą w 2011 zdobyły tytuł mistrzyń świata w tej konkurencji. W 2010 zwyciężyły na igrzyskach azjatyckich, indywidualnie Wang Hao była druga.